# Nya Jolfa

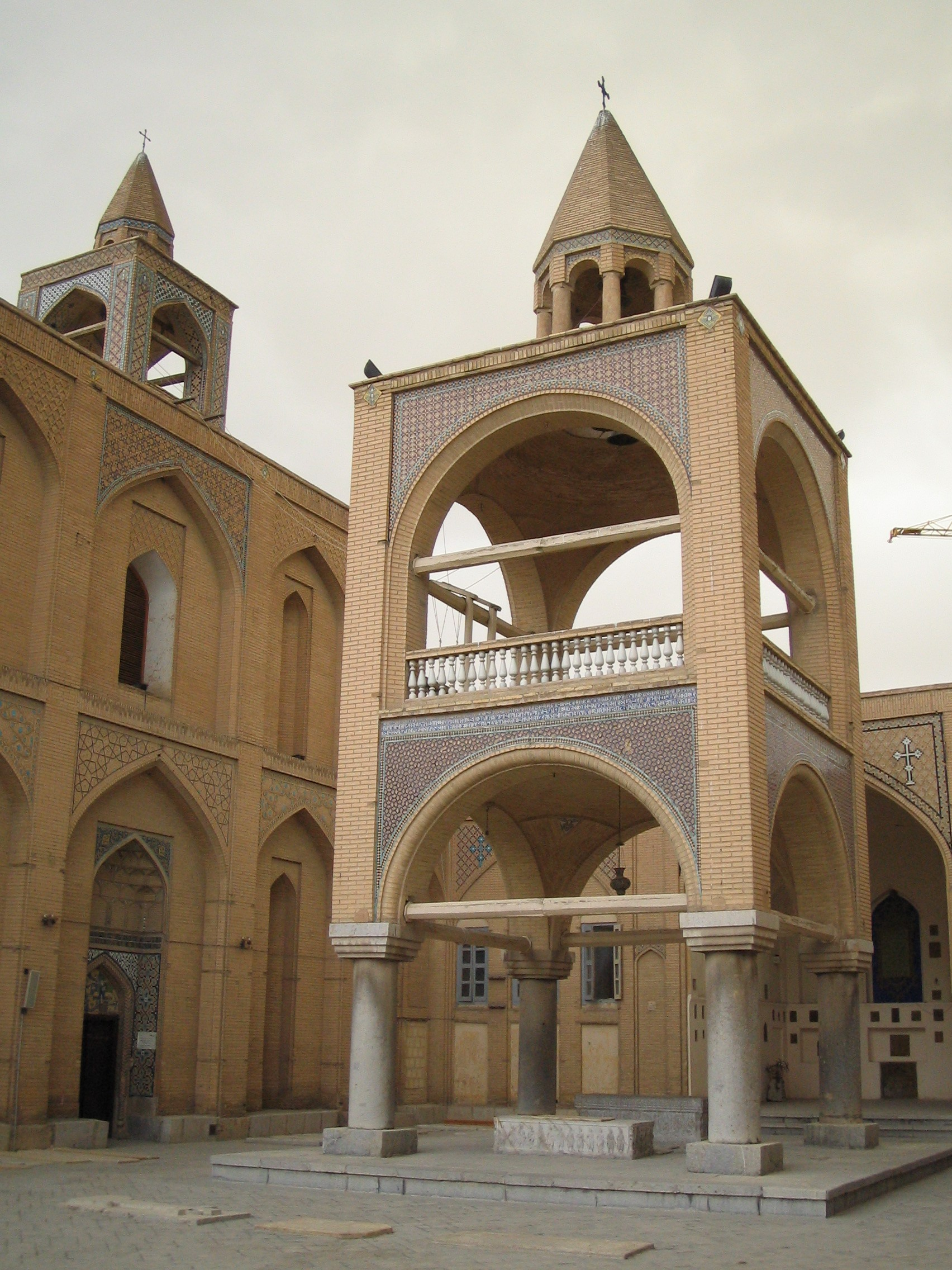
Den armeniska kyrkan Kelisa-ye Vank i Nya Jolfa.

Nya Jolfa (persiska: جُلفای نو, Jolfa-ye Now; armeniska: Նոր Ջուղա, Nor Dzjugha) är ett område i södra delen av staden Esfahan i Iran, på Zayandehflodens södra strand.
I början på 1600-talet tvångsförflyttade den persiske shahen Abbas I över 150 000 armenier till den nyligen grundade staden Nya Jolfa från den armeniska staden Jolfa i Nachitjevan, nu delad i en azerbajdzjansk del, Culfa, och en iransk, Jolfa.
Nya Jolfa är fortfarande ett armeniskt bebott område där det finns flera armeniska kyrkor och en armenisk skola.